# Lina Bögli

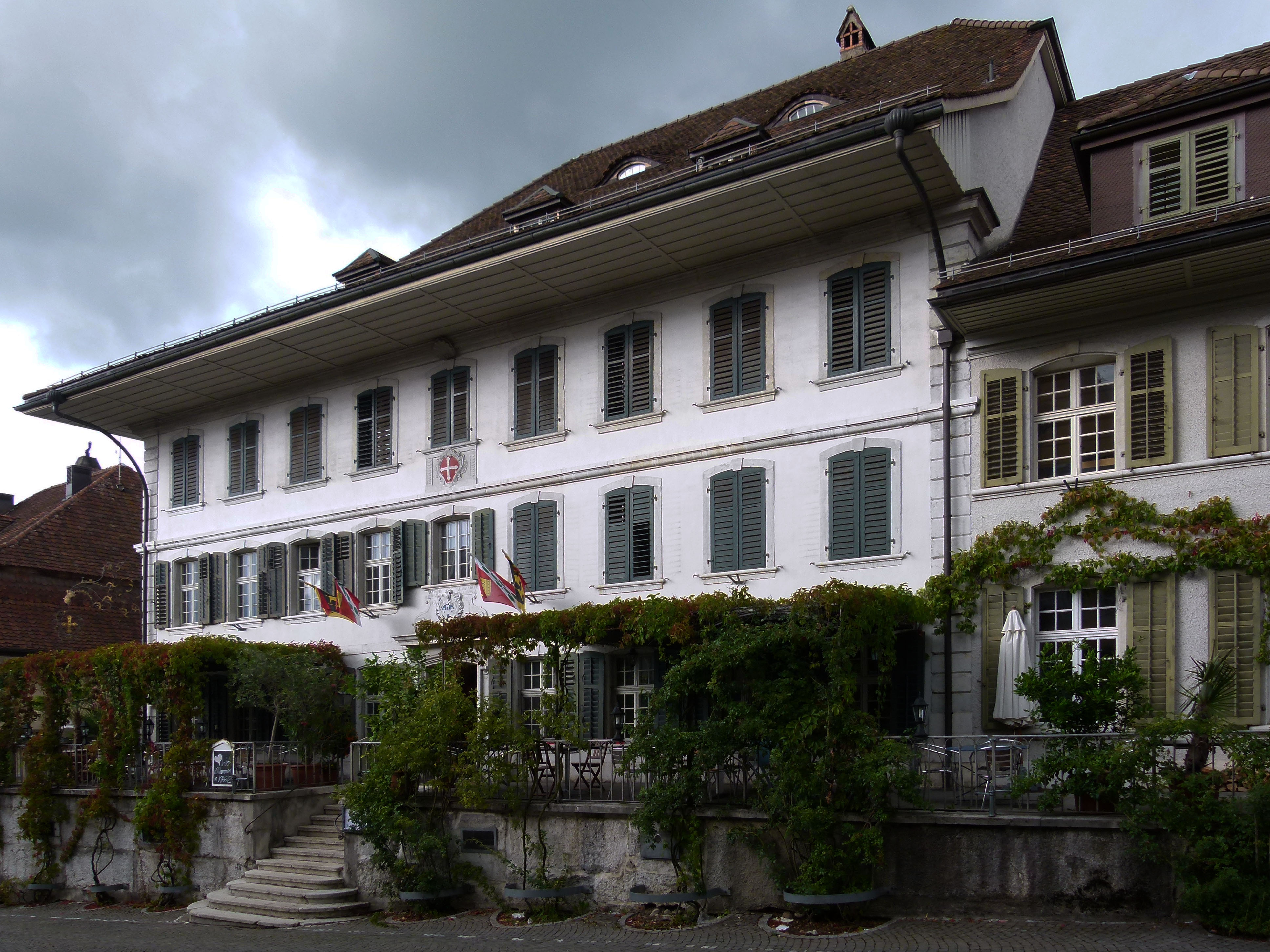
Gasthof Kreuz, Herzogenbuchsee

Lina Bögli (* 15. April 1858 in Oschwand; † 22. Dezember 1941 in Herzogenbuchsee) war die erste Schweizer Reiseschriftstellerin.

## Leben
Lina (Taufname: Carolina) Bögli wurde als jüngste Tochter des Kleinlandwirts Ulrich Bögli und Elisabeth Graber in Oschwand im bernischen Oberaargau geboren.
Als junge Frau arbeitete sie zunächst lange Jahre als Kindermädchen in verschiedenen wohlhabenden Familien in der Schweiz, Frankreich und Italien. Im österreichisch Polen fand sie bei der gräflichen Familie von Sczaniecki in Kwiatonwice bei Krakau einen Arbeitgeber, bei dem sie  abends, wenn die Kinder zu Bett gebracht waren, nähen und sticken lernte, von bedeutenden Menschen erzählen hörte, Kunstwerke kennen lernte und wo ihr der Hausherr deutsch oder französische Memoiren, geschichtliche Werke, Dramen, Reiseschilderungen vorlas und wo Lina Fragen stellen durfte, soviel sie nur wollte. Sie ermutigten sie, mit ihren 28 Jahren noch Lehrerin zu werden.
Nach acht Jahren in Polen konnte sie mit ihren 1200 ersparten Schweizer Franken ihre Ausbildung zur Lehrerin selber bezahlen. Nach zweijährigem Studium an der «Ecole supérieure» in Neuenburg erhielt sie 1888 das Lehrerinnendiplom. Anschließend arbeitete sie an einem Ladies College der Universität Oxford. Zu diesem Zeitpunkt sprach Bögli Deutsch und Französisch und lernte nun auch noch Englisch, wodurch sie sich gute Voraussetzungen für ihre späteren Reisen schaffte.
Von 1892 bis 1902 im Alter von 34 Jahren begab sich Lina Bögli auf eine erste grosse Reise um die Welt. Sie fuhr zunächst nach Brindisi in Italien, von wo sie mit dem Dampfer nach Sydney, Australien, übersetzte. Ihre Reise führte sie später über Neuseeland, die Samoa-Inseln, Hawaii weiter nach Kalifornien in den Vereinigten Staaten und schliesslich bis nach Kanada. Für alle Reiserouten und die einzelnen, häufig monatelangen Aufenthalte an den einzelnen Reisestationen erarbeitete sie sich vor Ort das Geld als Kindermädchen oder Erzieherin.
Schon vor ihrer Ausfahrt nach Australien hatte sie sich gegen ihre eigenen Zweifel daran gewappnet, ob sie als Frau die in Angriff genommene Weltreise wirklich durchhalten werde, indem sie lediglich das Allernötigste mit sich führte und ihre finanziellen Mittel auf die Deckung der Anreisekosten bis zur Einfahrt in den australischen Hafen beschränkte und so eine sofortige Heimreise unmöglich machte.
Böglis erstes Buch in Form von Briefen, Vorwärts (Neuauflage ab 1990 unter dem Titel Talofa), mit dem sie diese Weltreise verarbeitete, entstand in den Jahren 1902 bis 1903. Es wurde ein großer Erfolg. Ihr zweites Buch Immer vorwärts, eine Art Reportage über ihre spätere dreijährige Asienreise einschliesslich Japans, verfasste Bögli von 1913 bis 1914.
Mit 56 Jahren wurde Lina Bögli schliesslich in Herzogenbuchsee sesshaft. Sie hatte, u. a. durch den Verkauf ihrer beiden Bücher, genug gespart, um sich bis zu ihrem Lebensende finanzieren zu können. Sie mietete sich ein Zimmer im Gasthof «Kreuz», hielt Vorträge über ihre Reisen und erteilte Sprachunterricht.
Im Dezember 1940 erblindete Bögli auf dem linken Auge. Ein Jahr später starb sie am 22. Dezember 1941.

## Rezeption
Christoph Marthaler gestaltete aus dem Leben von Lina Bögli den Theaterabend Lina Böglis Reise (1996), der zum Berliner Theater Treffen eingeladen wurde. Judith Arlt verarbeitete Lina Böglis Biografie in ihrem Roman Die Welt war schneller als die Worte (2014).

## Zentrum Lina Bögli
Im Kornhaus Herzogenbuchsee zeigt das Zentrum Lina Bögli eine Ausstellung über das Leben und Schaffen der Schriftstellerin.

## Werke
- Vorwärts. 1904
- Immer vorwärts. Huber, Frauenfeld 1915.
- Talofa. In zehn Jahren um die Welt. Herausgabe und Nachwort von Doris Stump. eFeF-Verlag, Zürich 1990, ISBN 3-905493-08-X.